# فرهیون، مینه‌سوتا
فرهیون (به انگلیسی: Fairhaven) یک منطقهٔ مسکونی در ایالات متحده آمریکا است که در شهرستان استیرنز، مینه‌سوتا واقع شده‌است. فرهیون ۳۵۸ نفر جمعیت دارد و ۳۳۱٫۰۲ متر بالاتر از سطح دریا واقع شده‌است.